# Mammillaria bocasana

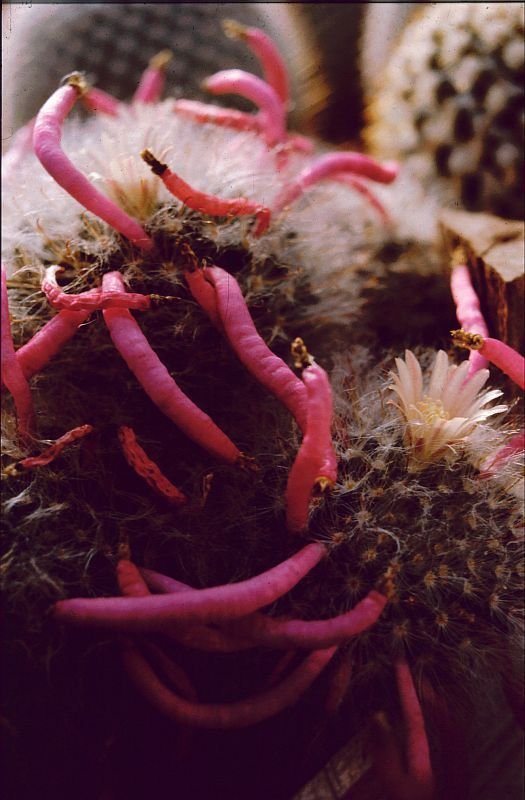
Früchte

Mammillaria bocasana ist eine Pflanzenart aus der Gattung Mammillaria in der Familie der Kakteengewächse (Cactaceae). Das Artepitheton  bocasana  bedeutet ‚vom Standort Bocas (Mexiko)‘.

## Beschreibung
Mammillaria bocasana bildet meist Gruppen aus kugelförmigen grünen Trieben, die im Alter zylindrisch werden können und Wuchshöhen von bis zu 8 Zentimetern erreichen. Die zylindrischen Warzen sind weichfleischig und enthalten keinen Milchsaft. In einigen Axillen befinden sich Borsten. Die 1 bis 7 Mitteldornen sind rötlich braun und 5 bis 10 Millimeter lang. Ein oder zwei Mitteldornen sind gehakt. Die 20 bis 50 weißen Randdornen sind haarartig und werden 8 bis 20 Millimeter lang.
Die trichterförmigen Blüten sind cremeweiß bis etwas rosafarben. Sie werden 13 bis  22 Millimeter lang und erreichen einen Durchmesser von bis zu 15 Millimetern. Die zylindrischen Früchte sind rot oder rosafarben und enthalten rötlich braune Samen mit einem etwas seitlichen Hilum.

## Verbreitung, Systematik und Gefährdung
Mammillaria bocasana ist in den mexikanischen Bundesstaaten San Luis Potosí und Zacatecas verbreitet.
Die Erstbeschreibung erfolgte 1853 durch Heinrich Poselger (1818–1883). Nomenklatorische Synonyme sind Cactus bocasanus (Poselg.) J.M.Coult. (1894), Neomammillaria bocasana (Poselg.) Britton & Rose (1923), Chilita bocasana (Poselg.) Orcutt (1926), Ebnerella bocasana (Poselg.) Buxb. (1951) und Krainzia bocasana (Poselg.) Doweld (2000).
Mammillaria bocasana wird in der Roten Liste gefährdeter Arten der IUCN als „Least Concern (LC)“, d. h. als in der Natur nicht gefährdet, eingestuft.

## Nutzung
In Mexiko wurden die gehakten Mitteldornen als Angelhaken verwendet.

## Nachweise